# Lipnica (dopływ Czarnej Orawy)
Lipnica – potok w Polsce, prawobrzeżny dopływ Czarnej Orawy, odwadniający południowe stoki Babiej Góry. Potok znajduje się w dorzeczu Dunaju. Wzdłuż potoku położona jest wieś Lipnica Wielka.
Potok powstaje z połączenia Lipniczanki i Kiczorki, przy czym Kiczorka jest uznawana za górny bieg Lipnicy. Długość potoku (wraz z Kiczorką) wynosi 16,3 km, a spadek wynosi 41,1 m·km−1.
W systemie zarządzania wodami jest jednolitą częścią wód o kodzie PLRW1200128222729 (Lipnica). W systemie tym jest uznana za silnie zmienioną część wód, a jej typ to potok fliszowy. Jednolita część wód Lipnica obejmuje również dopływy potoku.
Według oceny z 2011 jej potencjał ekologiczny oceniono w drugiej klasie (powyżej dobrego), na co złożyła się pierwsza klasa fizykochemicznych elementów oceny oraz druga klasa elementów biologicznych i hydromorfologicznych.
1,6 km od ujścia potoku znajduje się betonowa, szczelinowa zapora przeciwrumowiskowa o wysokości 3,5 m.
Potok uchodzi do Czarnej Orawy około 1,5 km powyżej jej ujścia do Zbiornika Orawskiego. Ujście Lipnicy jest położone na terenie planowanego obszaru Natura 2000 Czarna Orawa.